# Jaintia
Jaintia är ett folk i den indiska delstaten Meghalaya. De anses vara ett stamfolk och finns med på delstatens lista över scheduled tribes. Gruppen kallas också synteng och pnar och ses ofta som en undergrupp till khasifolket som bor i samma område. .
Jaintia bor i ett bergsområde kallat Jaintia Hills. Sedan medeltiden fanns där ett kungadöme Jaintia, som erövrades av brittiska ostinidiska kompaniet 1835. Folkgruppen har av tradition en matrilineär familjestruktur, som levt kvar in i 2000-talet.